# Bajrići, Bihać
Bajrići so naselje v občini Bihać, Bosna in Hercegovina. 

## Deli naselja
Amidžići, Bajrići, Bašani in Bosnići.

## Prebivalstvo
| Pregled števila prebivalcev po letih | Pregled števila prebivalcev po letih | Pregled števila prebivalcev po letih | Pregled števila prebivalcev po letih | Pregled števila prebivalcev po letih | Pregled števila prebivalcev po letih |
| ------------------------------------ | ------------------------------------ | ------------------------------------ | ------------------------------------ | ------------------------------------ | ------------------------------------ |
| 1948                                 | 1953                                 | 1961                                 | 1971                                 | 1981                                 | 1991                                 |
| -                                    | -                                    | -                                    | 572                                  | 793                                  | 844                                  |

| Narodna sestava prebivalstva po letih                                                                                      | Narodna sestava prebivalstva po letih                                                                                      | Narodna sestava prebivalstva po letih                                                                                       |
| --- | --- | --- |
| 1971 | 1981 | 1991 |
| . skupaj: 572 Muslimani 570 (99,65 %) Hrvati 0 (0,00 %) Srbi 0 (0,00 %) Jugoslovani 0 (0,00 %) drugi in neznano 2 (0,34 %) | . skupaj: 793 Muslimani 780 (98,36 %) Srbi 7 (0,88 %) Hrvati 2 (0,25 %) Jugoslovani 1 (0,12 %) drugi in neznano 3 (0,37 %) | . skupaj: 844 Muslimani 761 (90,16 %) Srbi 72 (8,53 %) Hrvati 2 (0,23 %) Jugoslovani 5 (0,59 %) drugi in neznano 4 (0,47 %) |